# Brigadeiro (doce)
O brigadeiro é um doce típico da culinária brasileira, de origem paulista, que rapidamente se difundiu pelo resto do país, tornando-se comum em todo o país a sua presença em festas de aniversário, junto com doces como o cajuzinho e o beijinho. É conhecido também no Rio Grande do Sul pelo nome de negrinho.
Os ingredientes do brigadeiro são leite condensado, chocolate em pó, manteiga e chocolate granulado para a cobertura. Pode ser feito tanto no fogão quanto no forno de micro-ondas.

## Etimologia
A origem do nome "brigadeiro" é ligada à campanha presidencial do brigadeiro Eduardo Gomes, candidato da União Democrática Nacional (UDN) à Presidência da República em 1945.
No Rio Grande do Sul, ao contrário de no resto do país, o brigadeiro é popularmente conhecido pelo nome "negrinho". Tal fato, conforme é relatado nas memórias do político udenista catarinense Hercílio Deeke, se deve também a razões políticas ligadas à candidatura de Eduardo Gomes. Segundo comenta Hercílio, o forte antagonismo político do caudilho gaúcho Getúlio Vargas - hegemônico na política gaúcha da época e forte opositor da candidatura de Eduardo Gomes - fez com que no Rio Grande do Sul o termo "brigadeiro" fosse pouco utilizado, usando-se em seu lugar o termo "negrinho" como um substituto "politicamente aceitável" para os meios de comunicação majoritariamente varguistas, abertamente hostis ao candidato da UDN.

## História

### Origem
Conforme relatam historiadores da alimentação, o nome seria uma homenagem ao brigadeiro da Força Aérea Brasileira Eduardo Gomes. Durante a candidatura do militar à presidência da República pela União Democrática Nacional na eleição de 1945, um grupo de mulheres paulistanas do bairro do Pacaembu, que eram engajadas na campanha do candidato, organizaram festas para promover sua candidatura. O doce teria sido criado por essas mulheres durante a primeira campanha do candidato à presidência, pela conservadora UDN, logo após a queda de Getúlio Vargas.
A guloseima, feita de leite condensado, manteiga, açúcar e chocolate em pó, inicialmente feita como uma forma de arrecadar fundos para a campanha, rapidamente ganhou popularidade e se espalhou pelo resto do país junto à campanha de Gomes. Como as festas dos correligionários e cabos eleitorais eram muito disputadas pela população, estes logo começaram a chamar os amigos para irem comer o "docinho do brigadeiro". Com o tempo, o nome "brigadeiro" se tornou tão associado ao doce que o mesmo passou a ser conhecido apenas como "brigadeiro". Apesar do apoio recebido, Eduardo Gomes foi derrotado no pleito, tendo a eleição sido vencida pelo então general Eurico Gaspar Dutra.
Tal versão é reforçada não só pelo contexto político da época (em que São Paulo, ainda com a memória recente da Revolução de 1932, tinha forte engajamento de sua população contra Getúlio Vargas e seu candidato, o general Dutra), mas também pelo próprio contexto econômico e material da época. Era justamente no estado de São Paulo em que se encontravam as duas únicas fábricas brasileiras de leite condensado (as fábricas da Nestlé nos municípios de Araras e São Paulo, fundadas em 1921), além de ser na cidade de São Paulo em que era fabricado o notório "Chocolate do Padre" (nome popular do chocolate citado em grande parte das receitas antigas do doce), o qual era produzido pela fábrica Gardano (fundada na capital paulistana também em 1921).

### Outras versões
Algumas versões, aparentemente derivadas da história acima descrita e popularizadas nos anos 1980, narram histórias similares vinculando o doce à campanha de Eduardo Gomes, alterando no entanto a localidade da criação do doce e alegando que o mesmo foi criado por mulheres do Rio de Janeiro. Em uma delas cita-se que Heloísa Nabuco, de tradicional família carioca que apoiava o brigadeiro Gomes, criou um tipo de doce ligeiramente diferente da versão atual, sendo feito com leite, ovos, manteiga, açúcar e chocolate, e o denominou com a patente do candidato preferido. Outras versões, também derivadas da história original, apontam também localidades em Minas Gerais. Alguns pesquisadores divergem sobre a data da origem do brigadeiro: para Cláudio Fornari e Joyce Galvão, o doce teria surgido anos antes e sido rebatizado na campanha de Gomes, enquanto Viviane Aguiar e Mário Viaro afirmam que ele teria surgido como é conhecido hoje apenas alguns anos após a eleição de 1945.